# Каменный мост (Калуга)

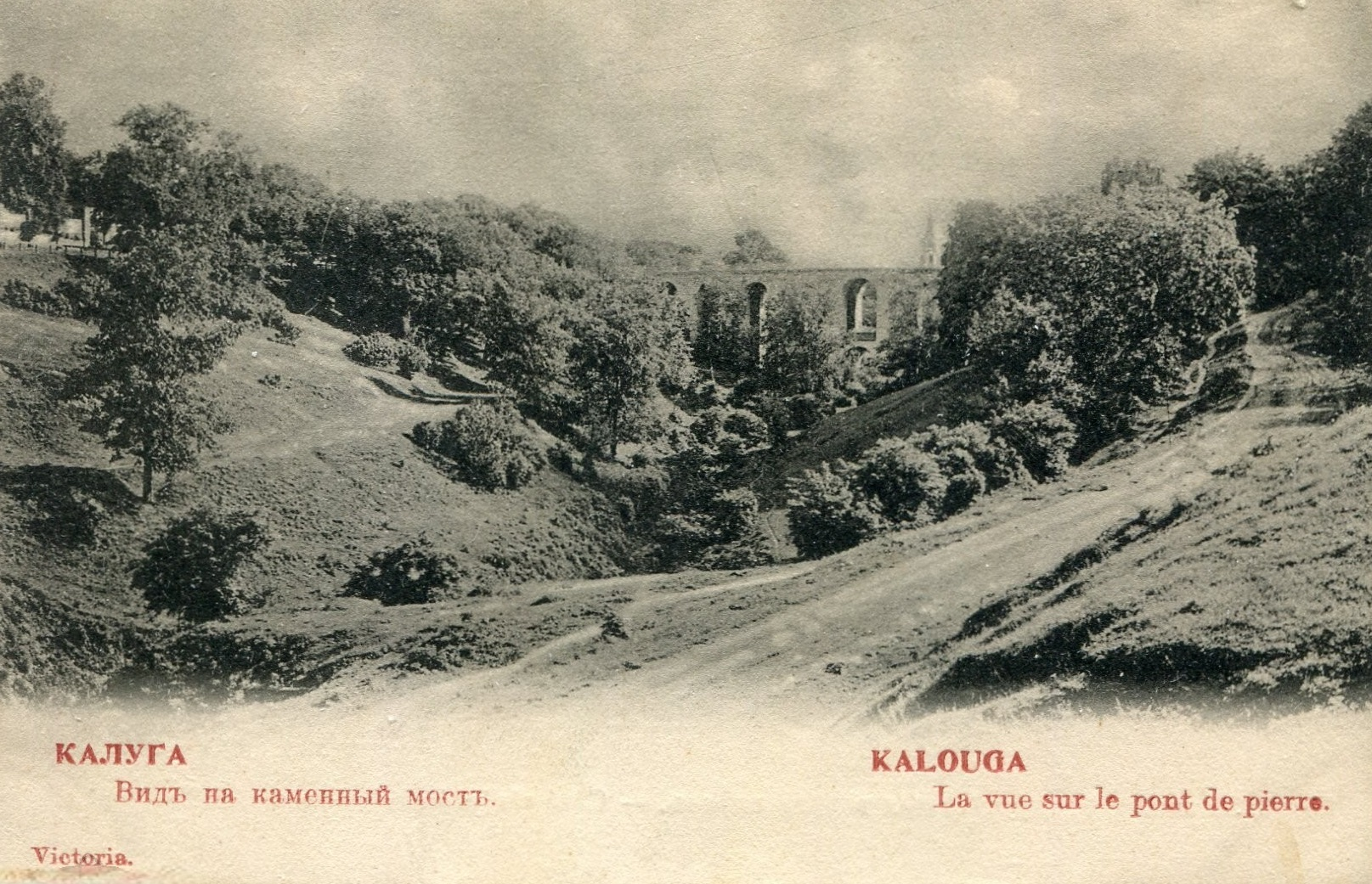
Каменный мост в начале XX века

Ка́менный мост — инженерное сооружение в Калуге, важный элемент в транспортной системе города. Возведённый через Березуйский овраг соединяет улицу Баженова с улицей Пушкина. Старейший каменный виадук в России.
Мост был построен в 1785 году архитектором П. Р. Никитиным при первом губернаторе Калужского наместничества Кречетникове. Объект культурного наследия народов России федерального значения.

## История
Проект моста разработан архитектором Петром Романовичем Никитиным в стиле русского классицизма. Строительство началось в 1777 году, и продолжалось до 1780 года. Длина конструкции около 160 метров, высота около 20 метров. Мост опирается на 15 крупных каменных арок, три центральные арки сделаны в 2 этажа. После окончания строительства возле моста было построено 28 каменных торговых лавок. В 40-х годах XIX века их разобрали и заменили чугунными коваными решетками.
Овраг, через который проходит каменный мост, укреплён насаждениями по распоряжению губернатора Смирнова. По дну оврага протекал ручей Березуйка. В 1910 году дорожное полотно было залито железобетоном.

## Ремонт
В 1975 году мост собрались ремонтировать (признали непригодным для эксплуатации), но из государственного бюджета деньги не поступили; повторная экспертиза выявила его пригодность к дальнейшему использованию.
10 апреля 2009 года при проведении работ по замене лампочек произошло незначительное обрушение пешеходной части моста, вследствие чего мост закрыли: сначала для движения транспорта, — а потом и для пешеходов. Решением правительства РФ были выделены средства для его обследования и реставрации. 16 февраля 2010 года состоялось торжественное открытие после реставрации Каменного моста в Калуге. На нём присутствовали спикер Госдумы России Борис Грызлов, представители городской и областной администраций, другие официальные лица и, конечно, многочисленные горожане. В соответствии со старинной традицией первой по мосту проехала лошадиная упряжка, а затем был пущен троллейбус. В своем выступлении по случаю знаменательного события губернатор Калужской области Анатолий Артамонов отметил заслугу строителей, реставраторов и других специалистов, принимавших участие в проведении реставрации моста. «Архитектор Никитин мог бы гордиться своими потомками, которые сохранили это уникальное сооружение», — сказал губернатор.
Предполагалось, что ремонтно-реставрационные работы на Каменном мосту будут продолжены. Предстоит осуществить перекладку белокаменного карниза и лицевой кладки фасадов, провести благоустройство территории. В планах — благоустройство Березуйского оврага: власти хотят очистить его от зарослей, открыв вид на мост, сделать несколько смотровых площадок.

## Традиции
По одной из городских традиций после регистрации брака молодой муж должен пронести жену на руках через мост. Другая традиция молодоженов — вешать замок на перила моста, а ключ выбрасывать в овраг, чтобы брак был крепче. Однако после обрушения части моста в 2009 году и последующей реконструкции городские власти запретили молодоженам вешать замки. Чтобы не ломать традицию, для этой цели поставили специальное металлическое дерево на Золотой аллее — улице Карла Маркса, проходящей вдоль Березуйского оврага.